# Phidippus tirapensis
Phidippus tirapensis is een spinnensoort uit de familie van de springspinnen (Salticidae).
De wetenschappelijke naam van de soort werd in 2006 gepubliceerd door Bijan Kumar Biswas & Kajal Biswas.